# Кырчанов, Михаил Семёнович
Михаил Семёнович Кырчанов (21 ноября 1907, Кырчаны, Вятская губерния — 15 октября 1978, Свердловск) — старшина Советской Армии, участник Великой Отечественной войны, Герой Советского Союза (1943).

## Биография
Родился 21 ноября 1907 года в селе Кырчаны Нолинского уезда Вятской губернии (ныне — Нолинский район Кировской области). По другим сведениям - родился в д. Кырчановщина Орловского (Халтуринского) уезда Кировской области.  
Окончил в с. Тохтино неполную среднюю школу. 
После окончания начальной школы был секретарём сельсовета, счетоводом, председателем колхоза.
В 1929—1931 годах служил в Рабоче-крестьянской Красной Армии. В 1931 году переехал в Свердловск.
В июне 1941 года повторно был призван в армию. С того же года — на фронтах Великой Отечественной войны.
К октябрю 1943 года старший сержант Михаил Кырчанов командовал отделением 126-го отдельного понтонно-мостового батальона 1-й понтонно-мостовой бригады Степного фронта. Отличился во время битвы за Днепр. В начале октября 1943 года отделение Кырчанова за три дня, работая почти без сна и отдыха, успешно построило две паромно-мостовые переправы через Днепр в районе села Солошино Кобелякского района Полтавской области Украинской ССР и переправили по ним большое количество советских бойцов и командиров, а также танки и артиллерию.
Указом Президиума Верховного Совета СССР от 20 декабря 1943 года за «образцовое выполнение боевых заданий командования на фронте борьбы с немецкими захватчиками и проявленные при этом мужество и героизм» старший сержант Михаил Кырчанов был удостоен высокого звания Героя Советского Союза с вручением ордена Ленина и медали «Золотая Звезда» за номером 1489.
Также награждён орденами Красного Знамени (13.05.1945) и Красной Звезды (31.12.1942), рядом медалей, в том числе «За оборону Сталинграда» (22.12.1942), «За боевые заслуги» (15.01.1943).
В 1946 году в звании старшины Кырчанов был демобилизован. Вернулся в Свердловск.
Умер 15 октября 1978 года, похоронен на Сибирском кладбище Екатеринбурга.
Внук Кырчанова — Герой Российской Федерации Владимир Евгеньевич Ласточкин.